# Caesalpinia phyllanthoides
Caesalpinia phyllanthoides är en ärtväxtart som beskrevs av Paul Carpenter Standley. Caesalpinia phyllanthoides ingår i släktet Caesalpinia och familjen ärtväxter. Inga underarter finns listade i Catalogue of Life.